# لیلو و گرگ
پاسکواله پترولو (ایتالیایی: Pasquale Petrolo؛ زادهٔ ۲۷ اوت ۱۹۶۲ در رم) و کلاودیو گِـرگوری (ایتالیایی: Claudio Gregori؛ زادهٔ ۱۷ نوامبر ۱۹۶۳ در رم) که با نام هنری لیلو و گِـرِگ (انگلیسی: Lillo & Greg) فعالیت می‌کنند، یک زوج کمدین، موسیقی‌دان و هنرمند ایتالیایی هستند که در تئاتر، سینما، تلویزیون و رادیو فعالیت دارند.
از فیلم‌هایی که این دو هنرمند در آن‌ها نقش داشته‌اند، می‌توان به بانیوماریا، تا ابد جوان، دوستان من، یک خانواده وحشت‌انگیز، یک کریسمس شگفت‌انگیز، نیمه ابری همراه با طلسم‌های آفتابی و حالت پرواز اشاره نمود.